# 2 Puerto Ricans, a Blackman, and a Dominican
A 2 Puerto Ricans, a Blackman, and a Dominican nevű együttes egy rövid életű house csapat volt az 1980-as években. Tagjai: David Morales, Robert Clivillés, David Cole, és Chep Nuñez

## Karrier
A csapat 1987-ben debütált Do It Properly (The Original) című dalukkal, melyet a Grooveline Records jelentetett meg. A dalt a New York-i Better Days klubban játszó Adonis nevű DJ ihlette, aki több zenéket, és mintákat kevert egyszerre össze szettjében. A dal 1987. június 13-án az Egyesült Államok kislemezlistáján a 47. helyig jutott, és 4 héten keresztül volt slágerlistás helyezett. Clivillés és Cole 1988-ban felvették a So Many Ways (Do It Properly Part II) című dalt a New Jersey-beli The Brat Pack nevű együttessel, mely az A&M és Vendetta Records kiadóknál került kereskedelmi forgalomba. A Do It Properly című dalt 1999-ben újra rögzítették Deborah Cooperrel, aki a C+C Music Factory vokalistája volt, és mely a The Collaboration nevű csapat égisze alatt jelent meg.
1989-ben a csapat rögzítette Scandalous című kislemezét, mely az Egyesült Államokban a Capitol Records kiadónál jelent meg.
1989-ben Clivillés és Cole megalapították a C+C Music Factoryt, David Morales szólókarrierbe kezdett. Chep Nuñez 1990-ben, míg David Cole 1995-ben hunyt el.

## Diszkográfia

### Kislemezek
| Év                  | Dal                            | Slágerlistás helyezés | Billboard Hot 100 - Club/Play | Brit kislemezlista |
| ------------------- | ------------------------------ | --------------------- | ----------------------------- | ------------------ |
| 1987. augusztus 29. | "Do It Properly (The Original) | 8 hétig (US)          | 33                            | 47                 |
| 1989. augusztus 5.  | "Scandalous"                   | 6 hétig (US)          | 23                            | -                  |

A csapat albumot nem adott ki.